# Paul Churchland
Paul M. Churchland, né le 21 octobre 1942 à Vancouver, est un philosophe canadien. Il s'est fait remarquer notamment pour ses travaux en philosophie de l'esprit et en neurophilosophie, où il défend un matérialisme dit « éliminativiste » conjugué à un réalisme scientifique critique. 
Il a obtenu son doctorat à l'Université de Pittsburgh, sous la direction de Wilfrid Sellars. En 2006, il travaille à l'Université de Californie à San Diego. 
Il est le mari de la philosophe Patricia Churchland avec qui il collabore pour défendre leur position philosophique commune.

## Philosophie

### Défense du matérialisme radical
Paul Churchland a consacré son œuvre à défendre une position matérialiste radicale. Il soutient, tout comme son épouse Patricia Churchland, que la psychologie du sens commun ou psychologie populaire (« folk psychology ») est la dernière des théories populaires à survivre et qu'elle doit subir le même sort que la physique naïve ou la biologie intuitive : son remplacement par une théorie qui cadre mieux avec les standards actuels de scientificité. Les lumières scientifiques devraient également nous éclairer sur le caractère chimérique des états intentionnels de la même manière qu'elles l'ont fait jadis à propos des essences alchimiques, de l'éther ou du phlogistique.
Paul Churchland qualifie d'« éliminativiste » cette forme radicale de matérialisme, dont il donne la définition suivante : 
« Le matérialisme éliminativiste est la thèse suivant laquelle notre conception populaire des phénomènes psychologiques constitue une théorie radicalement fausse, une théorie si déficiente que ses principes et son ontologie seront un jour remplacés, plutôt que réduits en douceur, par des neurosciences ayant atteint leur maturité. »
Ce matérialisme implique ainsi deux thèses : la première consiste à concevoir notre psychologie comme une théorie empirique, alors que la seconde repose sur l'idée que cette théorie est fausse ou inadéquate. Parce qu'elle est une théorie empirique fausse, la psychologie populaire connaîtra le sort de toutes les théories empiriques fausses : l'élimination au profit d'une théorie empirique supérieure qui viendra, selon Churchland, des neurosciences.

### Vers un nouveau paradigme
Pour Paul Churchland, les raisons de l'échec de la psychologie ordinaire tiennent essentiellement à l'incapacité dans laquelle elle est de rendre compte de la créativité, des différences d'intelligence entre les êtres humains, du sommeil, de notre habileté à remplir certaines tâches cognitives, de la construction de nos images visuelles, et enfin, de la rapidité de notre mémoire. De plus, lorsque cette théorie semble réussir à expliquer un certain nombre de conduites humaines, comme nos acquisitions de croyances, nos délibérations pratiques ou nos réactions émotives, elle ne peut le faire que pour des individus adultes, au développement intellectuel et affectif normal et qui se trouvent dans des situations courantes de la vie quotidienne. Elle a, en revanche, les plus grandes difficultés à expliquer et à prédire les comportements des animaux, des enfants qui ne sont pas encore en âge de parler ou des personnes qui sont aliénées, droguées, déprimées, maniaques, schizophrènes, exaltées ou profondément perturbées. 
Churchland propose alors de remplacer les concepts déficients de la psychologie ordinaire par ceux qui sont employés aujourd'hui par les neurosciences. Selon lui, en effet, les concepts des neurosciences traduisent beaucoup mieux la complexité des tâches accomplies par nous que nos descriptions psychologiques ordinaires en termes d'attitudes propositionnelles (attitudes psychologiques concernant des propositions) :
« La recherche sur les structures neuronales qui sont à la base de l'organisation et du traitement de l'information perceptive révèle que ces structures sont capables de remplir une grande variété de tâches complexes, dont certaines manifestent une complexité qui excède de beaucoup celle manifestée par le langage naturel. Il s'avère que les langages naturels exploitent seulement une portion très élémentaire de la machinerie existante, dont la masse principale (the hulk of which) est capable d'activités qui sont beaucoup plus complexes que ne peuvent saisir les conceptions propositionnelles de la Psychologie Ordinaire ».
Il faut par conséquent changer radicalement de perspective pour représenter et expliquer le comportement humain, et opter pour un nouveau paradigme. Dans ce nouveau paradigme, proprement scientifique, on ne pourra plus légitimement parler de croyances, de désirs, d’émotions ni de couleurs phénoménales ou d'autres qualités sensibles à propos de la vie mentale.

## Publications
- Scientific Realism and the Plasticity of Mind, Cambridge University Press, 1979.
- Matter and Consciousness, MIT Press, 1984.
- Images of Science: Scientific Realism versus Constructive Empiricism, University of Chicago Press, 1985.
- A Neurocomputational Perspective: The Nature of Mind and the Structure of Science, MIT Press, 1989.
- The Engine of Reason, The Seat of the Soul: A Philosophical Journey into the Brain, MIT Press, 1995.

En français
- Matière et conscience (1984), Seyssel, Champ Vallon, 1999.
- Le cerveau : moteur de la raison, siège de l'âme (1995), Bruxelles, De Boeck-Wesmael, 1999.